# Erich Ribbeck
Erich Ribbeck (* 13. Juni 1937 in Wuppertal) ist ein ehemaliger deutscher Fußballspieler und -trainer. Zwischenzeitlich betätigte er sich auch im Sportmanagement. Sein gepflegtes Auftreten und seine Umgangsformen brachten ihm in der Boulevardpresse zunächst die Beinamen „Sir Erich“ und später „Gentleman“ ein.
Als Spieler trat er unter anderem für Viktoria Köln in der seinerzeit erstklassigen Oberliga West an. Als Trainer gewann er 1988 mit Bayer 04 Leverkusen den UEFA-Pokal und damit den ersten Titel des Vereins. Mit dem FC Bayern München wurde er Vizemeister. Von 1998 bis zum Ende der EM 2000 betreute Ribbeck die DFB-Auswahl als Teamchef.

## Karriere

### Karriere als Spieler
Als Spieler begann Erich Ribbeck seine Karriere beim SSV 1904 Wuppertal (1954 abgelöst durch den Nachfolgeverein Wuppertaler SV). Beim WSV war er zunächst als Torwart unter Vertrag, spielte aber dann bald in der Abwehr. In der Saison 1961/62 erreichte er unter Trainer Robert Gebhardt die Vizemeisterschaft hinter Bayer 04 Leverkusen, und man stieg in die seinerzeit erstklassige Oberliga West auf.
Nach insgesamt 104 Einsätzen für den WSV wechselte Ribbeck zur Saison 1962/63 zu Viktoria Köln. Grund war u. a. ein inzwischen begonnenes Sportstudium an der Deutschen Sporthochschule Köln, an der auch sein Trainer Hennes Weisweiler lehrte. Bei Viktoria spielte Ribbeck 21 Mal zusammen mit dem jugoslawischen Weltklassetorwart Vladimir Beara und Spielern wie Gero Bisanz, Willibert Kremer, Carl-Heinz Rühl und Jürgen Sundermann. 1965 erhielt Ribbeck ein Angebot von Bayer Leverkusen. Er hatte es bereits mündlich angenommen, als ihn eine Offerte von Hertha BSC erreichte, die er annahm. Aufgrund von nicht genehmigten Handgeldzahlungen an Spieler wurde Hertha vom DFB aus der Bundesliga relegiert; der Vertrag mit Ribbeck wurde hinfällig. Ribbeck beendete daraufhin bei der Viktoria nach 34 Einsätzen in der damals zweitklassigen Regionalliga West seine Karriere als Aktiver. Zwischenzeitlich hatte Ribbeck unter Weisweiler den Fußballlehrerschein gemacht.

### Anfänge als Co-Trainer, Bundesligatrainer und Assistent des Bundestrainers
Ribbeck begann seine Trainerkarriere in direktem Anschluss an seine Zeit als aktiver Fußballer als Assistent von Weisweiler, der die gerade in die Bundesliga aufgestiegene Mannschaft von Borussia Mönchengladbach trainierte. So wurde er Co-Trainer einer Mannschaft, gegen die er einige Monate vorher noch selbst gespielt hatte. Gleichzeitig trainierte Ribbeck die Amateurmannschaft der Borussia. Außerdem arbeitete er vormittags als Sportlehrer am Leibniz-Gymnasium in Remscheid.
1967 erhielt der 30-jährige Ribbeck beim seinerzeitigen Bundesligaabsteiger Rot-Weiss Essen seinen ersten Cheftrainerposten. Er führte den Verein auf den zweiten Platz der Regionalliga West, scheiterte aber in der Bundesliga-Aufstiegsrunde an Hertha BSC.
Ab der folgenden Saison trainierte er bis 1973 als Nachfolger von Elek Schwartz fünf Jahre lang Eintracht Frankfurt, abgesehen von einer Qualifikation zum UEFA-Pokal jedoch ohne größeren Erfolg. Für den Posten in Frankfurt hatte Ribbeck sich vom Schuldienst beurlauben lassen. Die Frankfurter Mannschaft war in jener Zeit geprägt von Spielern wie Jürgen Grabowski und Bernd Hölzenbein, die ein Jahr nach Ribbecks Weggang aus Frankfurt die WM 1974 gewannen. Mit 1.825 Tagen im Dienst der Eintracht hält Ribbeck gemeinsam mit Friedhelm Funkel den Rekord als Trainer mit der längsten Amtsperiode bei den Hessen.
1973 wurde Ribbeck Cheftrainer des 1. FC Kaiserslautern, während Dietrich Weise vom Betzenberg an den Main ging und die Frankfurter schließlich zu zwei Triumphen im DFB-Pokal führte. Es gab also quasi einen Trainertausch. Gleich zu Beginn von Ribbecks Tätigkeit in Kaiserslautern stand ein 7:4-Sieg im Bundesligaspiel gegen Bayern München, der in die Vereinsannalen einging, da ein 1:4-Rückstand noch gedreht werden konnte. Mit dem damaligen Bayern-Trainer Udo Lattek verband Ribbeck eine persönliche Freundschaft. Ribbeck führte die Lauterer 1976 ins DFB-Pokal-Finale, in dem jedoch der Hamburger SV mit 2:0 die Oberhand behielt, der dann in der nächsten Saison auch im Europapokal der Pokalsieger triumphierte. Die Finalteilnahme wurde der größte Erfolg Ribbecks im deutschen Pokalwettbewerb. Die Bundesligaplatzierungen jener Jahre (6., 13., 7., 13., 8.) hingegen brachten den Pfälzer Traditionsverein nicht voran; Ribbeck wurde 1978 durch Karl-Heinz Feldkamp ersetzt, der die Mannschaft zur UEFA-Pokal-Teilnahme und in späteren Jahren zu Meisterschaft und Pokalsieg führte.
Ribbeck wechselte daraufhin in das Amt des Assistenten des Bundestrainers, nachdem der bisherige Assistent, Jupp Derwall, gerade Helmut Schön als Bundestrainer beerbt hatte. In den folgenden Jahren wirkte er am Gewinn der EM 1980 in Italien und der Vizeweltmeisterschaft 1982 in Spanien mit. Bei der wenig erfolgreichen EM 1984 in Frankreich, nach der die Ära von Teamchef Franz Beckenbauer begann, war Ribbeck bereits nicht mehr Assistenztrainer. Er hatte im ersten Jahresdrittel 1983 gekündigt, da er nicht mehr als Derwalls Stellvertreter arbeiten wollte, und wurde von DFB-Präsident Hermann Neuberger als Trainer der Olympiamannschaft verpflichtet. Bei den Olympischen Spielen 1984 erreichte er mit der Mannschaft das Viertelfinale.
Im Oktober 1984 löste Ribbeck beim Tabellensiebzehnten Borussia Dortmund den nach neun Spieltagen entlassenen Timo Konietzka ab. Am Ende der Bundesliga-Saison waren die Dortmunder 14. und nur einen Punkt vor dem zu den Relegationsspielen verpflichtenden Tabellenplatz. Der Ungar Pál Csernai ersetzte Ribbeck bei den Schwarz-Gelben. Ribbeck nahm daraufhin ein Angebot von Bayer 04 Leverkusen an.

### Erfolg im UEFA-Pokal 1988
Mit seinem neuen Verein Bayer 04 Leverkusen feierte er 1988 mit dem Gewinn des UEFA-Pokals seinen größten Erfolg: Im Viertelfinale setzten sich die Leverkusener im Rückspiel mit einem 1:0-Sieg beim FC Barcelona durch; im Halbfinale erneut knapp dank eines 1:0-Heimerfolges gegen Werder Bremen und einem Unentschieden im Rückspiel. Bei den Endspielen gegen RCD Español Barcelona – das Finale wurde noch mit Hin- und Rückspiel ausgespielt – wurde es noch enger: Nach einer 0:3-Niederlage bei den Katalanen stand es im Rückspiel zur Pause noch 0:0, doch konnten die Leverkusener, angeführt von Kapitän Wolfgang Rolff, in der zweiten Halbzeit im damaligen Ulrich-Haberland-Stadion den Rückstand aus dem Hinspiel mit teils glücklichen Toren ausgleichen. Im anschließenden Elfmeterschießen behielt man mit 3:2 die Oberhand. Dadurch sicherte Ribbecks Team dem Verein den ersten bedeutenden Titel. Am Ende der Saison trat er zurück und wurde von Rinus Michels abgelöst.
Ribbeck übernahm daraufhin 1988 das Amt des Sportchefs beim Hamburger SV und unterschrieb einen Zweijahresvertrag. Im Mai 1989 trat er von seinem Amt zurück. Ribbeck war danach bis 1992 Beauftragter für Sportkommunikation beim Automobilhersteller Opel, der seinerzeit im Sportsponsoring sehr aktiv war und dessen Namenszug in den 1990er und 2000er Jahren unter anderem auf der Brust der Spieler des FC Bayern München (bis 2002) und des AC Mailand (bis 2006) prangte.
Der FC Bayern verpflichtete Ribbeck im März 1992 als Nachfolger von Søren Lerby. Unter Ribbeck beendeten die Bayern die Saison noch als Zehnter. In der folgenden Saison konnte er die Mannschaft mit dem Italien-Heimkehrer Lothar Matthäus zur Vizemeisterschaft führen. Dies sollte die beste Bundesligaplatzierung in Ribbecks Trainerlaufbahn bleiben. Bis zur Winterpause der Saison 1993/94 setzte sich innerhalb des Bayern-Managements die Ansicht durch, dass der Trainer den immerwährenden Meisterschaftsambitionen der Münchener eher hinderlich wäre, und so wurde er kurz vor Jahresende von Vizepräsident Franz Beckenbauer abgelöst, der die Mannschaft schließlich zur ersten Meisterschaft seit 1990 führte.
Zur Mitte der Rückrunde 1994/95 wurde Ribbeck erneut von den inzwischen in die Mittelmäßigkeit abgeglittenen Leverkusenern verpflichtet, um Dragoslav Stepanović abzulösen – am Ende wurde Bayer Leverkusen Siebter. Ribbeck konnte nicht an seine Erfolge der ersten Amtszeit anknüpfen. Trotz großer Spielernamen wie Rudi Völler, Ulf Kirsten und Bernd Schuster kämpfte das Team während der gesamten Saison 1995/96 gegen den Abstieg. Ende April 1996, als die Mannschaft auf dem 13. Platz und nur drei Punkte von einem Abstiegsplatz entfernt war, wurde Ribbeck wieder entlassen. Dies war seine zweite vorzeitige Entlassung in über 20 Trainerjahren. Peter Hermann übernahm bis zum Saisonende, ehe Christoph Daum kam. Ribbeck setzte sich daraufhin einstweilen auf Teneriffa zur Ruhe.

### Teamchef der deutschen Nationalmannschaft
Nachdem er selbst nicht mehr mit Angeboten hinsichtlich eines Trainerengagements gerechnet und sich somit im Quasi-Ruhestand befunden hatte, wurde Ribbeck am 9. September 1998 Nachfolger von Berti Vogts unter der Bezeichnung Teamchef und mit 61 Jahren der älteste Debütant in diesem Amt. Wolfgang Niersbach, damaliger Sprecher des DFB, erklärte gegenüber der ARD die Rolle Ribbecks im Trainerstab: „Erich Ribbeck ist die Nummer 1, er ist der Teamchef wie seinerzeit Franz Beckenbauer.“ Sein Assistent und engster Mitarbeiter wurde der frühere Nationalspieler Uli Stielike. Ribbeck haftete von Anfang an das Image eines Kompromisskandidaten an, auch weil eine zwischenzeitlich vorgesehene Einsetzung des 1974er-Weltmeisters Paul Breitner als Teamchef wegen persönlicher Querelen zwischen Breitner und dem DFB-Präsidenten Egidius Braun gescheitert war.
Nachdem bereits das erste Spiel der Nationalmannschaft unter Ribbeck, ein EM-Qualifikationsspiel in Bursa gegen die Türkei, mit 0:1 verloren gegangen war, kam es in den folgenden beiden Jahren zu weiteren herben Niederlagen, wie beispielsweise zweimal gegen die USA (0:3 und 0:2) sowie gegen Brasilien, als die DFB-Elf (allerdings nur mit einer B-Auswahl angetreten) mit 0:4 unterlag. Erfolge gab es nur gegen weniger bedeutende Fußballnationen. Nach einem 0:0 im Rückspiel gegen die Türkei war Deutschland aber dennoch mit zwei Punkten Vorsprung vor den zweitplatzierten Türken für die EM 2000 in den Niederlanden und Belgien qualifiziert.
Bereits im Vorfeld des Turniers kam es zu Auseinandersetzungen innerhalb der deutschen Mannschaft, in der sich eine Opposition gegen Ribbeck formierte. Beim Turnier selbst, bei dem Ribbeck den 39-jährigen, scheidenden Nationalspieler Lothar Matthäus als klassischen Libero einsetzte und damit neben der Türkei das einzige Team aufbot, das noch mit diesem als veraltet geltenden System spielte, kam es zum Fiasko für die DFB-Auswahl: Im ersten Gruppenspiel konnte Deutschland gegen Rumänien nach einem raschen 0:1-Rückstand zwar noch ein 1:1-Unentschieden erzwingen. Danach gab es mit einem 0:1 gegen England und einem 0:3 gegen Portugal, das bereits für die nächste Runde qualifiziert war und auf den Einsatz von Stars wie Luís Figo und Rui Costa verzichtet hatte, nur noch Niederlagen. Die Nationalelf schied als Gruppenletzter bereits nach der Vorrunde aus. Es war das schlechteste Abschneiden einer deutschen Mannschaft bei einem großen Turnier seit dem Erstrunden-Aus gegen die Schweiz bei der WM 1938 unter dem damaligen Reichstrainer Sepp Herberger. Das Auftreten und die Spielweise der Mannschaft nannte Franz Beckenbauer später „Rumpelfußball“.
Ribbeck, der während seiner Amtszeit im Übrigen mit einer reichhaltigen Auswahl von Kuriosa und Binsenweisheiten zum Zitatenschatz des deutschen Fußballs beitrug, konnte sich der dem Europaturnier folgenden hartnäckigen Kritik nicht lange widersetzen und trat am 21. Juni 2000 von seinem Amt zurück. Seine knapp positive Bilanz ist mit zehn Siegen, sechs Unentschieden und acht Niederlagen die schlechteste aller Bundestrainer. Er ist neben Hansi Flick der einzige Bundestrainer, der die Mehrzahl seiner Spiele nicht gewinnen konnte. Er wurde durch den Leverkusener Sportdirektor Rudi Völler ersetzt, der nur vorübergehend für Christoph Daum die Verantwortung übernehmen sollte, dann aber, bedingt durch die Kokain-Affäre Daums, bis 2004 im Amt blieb. Der „Trainerfindungsprozess“, ein Wort jener Zeit, war dann noch wesentlich komplexer und von schärferen öffentlichen Diskussionen begleitet als bei Ribbecks Ernennung.

## Persönliches
Erich Ribbeck ist verheiratet mit Ulla, mit der er eine Tochter und einen Sohn sowie sechs Enkelkinder hat. Er pendelt zwischen dem rheinischen Pulheim und der kanarischen Insel Teneriffa. Ribbeck unterstützte das Sozialprojekt „Wir helfen Afrika“ zur WM 2010 in Südafrika und war dessen Stadtpate für Lindau.

## Erfolge als Trainer

### Eintracht Frankfurt
- Qualifikation zum UEFA-Pokal: 1972

### 1. FC Kaiserslautern
- Qualifikation zum UEFA-Pokal: 1976
- DFB-Pokal-Finalist: 1976

### Deutschland (als Co-Trainer)
- Europameister: 1980
- Vizeweltmeister: 1982

### Bayer 04 Leverkusen
- Qualifikation zum UEFA-Pokal: 1986, 1987
- UEFA-Pokal-Sieger: 1988

### FC Bayern München
- Deutscher Vizemeister und Qualifikation zum UEFA-Pokal: 1993

### Persönliche Auszeichnungen
- Mann des Jahres im deutschen Fußball: 1992